# 洛根代爾 (加利福尼亞州)
洛根代爾（英語：Logandale）是位於美國加利福尼亞州格伦縣的一個非建制地區。該地的面積和人口皆未知。

## 地理
洛根代爾的座標為39°42′56″N 122°11′31″W / 39.71556°N 122.19194°W，而該地的平均海拔高度為31米（即102英尺）。